# Троэзмис
Троэзмис (лат. Troesmis) — город времён Римской империи, расположенный в провинции Нижняя Мёзия, а после административной реформы императора Диоклетиана отнесённый к провинции Малая Скифия, которая является частью диоцеза Фракия.
Город был расположен на холмах Добруджи, между Чёрным морем и дельтой Дуная, неподалёку от Трофея Траяна в Адамклисси. Рядом с развалинами Троэзмиса находится румынский город городу сегодняшнее Туркойя.
Город возник как укрепленная крепость гето-фракийцев и упоминается в качестве участника в конфликте между Лисимахом и Дромихетом.
В 106 году император Траян перенёс в Троэзмис лагерь V Македонского легиона, который защищал границу на Дунае, что способствовало романизации региона. Около легионной крепости развилось поселение, канаба (лат. canabae legionis), у которого было собственное муниципальное устройство (городской совет и магистраты).
После передислоцирования V Македонского легиона в дакийской город Потаисса (167—170), Троэзмис приобрел статус муниципия и там появились жрецы провинциальных культов (лат. sacerdotes provinciae).
При Диоклетиане туда был переведен II Геркулесов легион и Троэзмис приобрёл новое название — Гераклия. В результате археологических раскопок в городе была обнаружена обширная сеть водопроводов и несколько погребальных надписей.